# Занкт-Вольфганг
Занкт-Вольфганг (нім. Sankt Wolfgang) — громада в Німеччині, розташована в землі Баварія. Підпорядковується адміністративному округу Верхня Баварія. Входить до складу району Ердінг.
Площа — 46,32 км2. Населення становить 4521 ос. (станом на 31 грудня 2020).